# Vicente del Hoyo
Pas d'image ? Cliquez ici

a Compétitions nationales et continentales officielles uniquement.

b Matchs officiels uniquement.
Dernière mise à jour le 24 novembre 2024.
Vicente del Hoyo Portoles, né le 15 février 1996, est un joueur espagnol de rugby à XV qui évolue au poste de talonneur.

## Biographie
Originaire de Valence, il participe au trophée junior mondial 2016, où il atteint la finale avec son équipe. En club, il évolue avec l'équipe première du CAU Rugby Valencia (en), qui termine finaliste de la deuxième division espagnole. Mais à l'intersaison 2016, il quitte le club pour rejoindre le Complutense Cisneros, récent demi-finaliste du championnat d'Espagne, afin notamment de poursuivre ses études à Madrid. 
Il reste deux saisons à Cisneros. La première, il évolue principalement en doublure, n'étant titulaire qu'à six reprises. La seconde, il devient un titulaire indiscutable, démarrant lors de dix-huit rencontres. Considéré comme un des principaux espoirs espagnol à son poste de talonneur, il est recruté à l'intersaison 2018 par El Salvador Rugby. 
Quelques mois après avoir rejoint El Salvador, il dispute sa première sélection nationale, étant convoqué pour affronter les Samoa. Il inscrit son premier essai international face à l'Uruguay lors de la tournée d'été 2019, réalisant par la même occasion un doublé. 
En club, il remporte avec El Salvador la Supercoupe d'Espagne 2018, disputée au Stade Pepe-Rojo de Valladolid, où il n'est que remplaçant.
En 2021, il signe un contrat en faveur de l'AS Mâcon en Fédérale 1. Finalement, il ne rejoint pas le club et s'engage en faveur de l'US Marmande, qui évolue dans la même division. Il ne reste qu'une saison en France, et rentre en Espagne pour la saison 2022-2023. Il s'engage alors en faveur du Real Ciencias Rugby Club.

## Statistiques

### En club
| 2016-2017 | Complutense Cisneros | 23 | 10 |
| 2017-2018 | Complutense Cisneros | 19 | 10 |
| 2018-2019 | El Salvador Rugby    | 22 | 10 |
| 2019-2020 | El Salvador Rugby    | 15 | 30 |
| 2020-2021 | El Salvador Rugby    | 14 | 20 |
| 2016-2021 | Total                | 93 | 80 |

### En sélection
| Année | Compétition               | Matchs | Points | Essais |
| ----- | ------------------------- | ------ | ------ | ------ |
| 2018  | Test matchs               | 1      | -      | -      |
| 2019  | Championnat d'Europe      | 1      | -      | -      |
| 2019  | Test matchs               | 4      | 10     | 2      |
| 2020  | Championnat d'Europe      | 4      | 15     | 3      |
| 2020  | Test matchs               | 2      | 5      | 1      |
| 2021  | Championnat d'Europe 2020 | 1      | -      | -      |
| 2021  | Championnat d'Europe 2021 | 3      | -      | -      |
| 2022  | Test matchs               | 3      | 10     | 2      |
| 2023  | Championnat d'Europe      | 5      | -      | -      |
| 2024  | Championnat d'Europe      | 3      | -      | -      |
| 2024  | Test matchs               | 3      | -      | -      |
| Total | Total                     | 30     | 40     | 8      |

| Essai | Adversaire | Lieu                               | Compétition               | Date              | Résultat | Score |
| ----- | ---------- | ---------------------------------- | ------------------------- | ----------------- | -------- | ----- |
| 2     | Uruguay    | Estadio Charrúa, Montevideo        | Test match                | 22 juin 2019      | Victoire | 21-41 |
| 1     | Russie     | Stade olympique Ficht, Sotchi      | Championnat d'Europe 2020 | 1er février 2020  | Victoire | 12-31 |
| 1     | Géorgie    | Stade national complutense, Madrid | Championnat d'Europe 2020 | 9 février 2020    | Défaite  | 10-23 |
| 1     | Belgique   | Stade Fallon, Woluwe-Saint-Lambert | Championnat d'Europe 2020 | 7 mars 2020       | Victoire | 23-30 |
| 1     | Uruguay    | Estadio Charrúa, Montevideo        | Test match                | 1er novembre 2020 | Victoire | 20-32 |
| 1     | Canada     | Stade Place TD, Ottawa             | Test match                | 10 juillet 2022   | Victoire | 34-57 |
| 1     | Namibie    | Stade national complutense, Madrid | Test match                | 12 novembre 2022  | Victoire | 34-15 |